# HMS Nelson (28)
HMS Nelson (28) là một trong số hai chiếc thiết giáp hạm thuộc lớp Nelson được chế tạo cho Hải quân Hoàng gia Anh Quốc giữa hai cuộc thế chiến. Tên của nó được đặt nhằm tôn vinh Đô đốc Sir Horation Nelson, người chiến thắng trong Trận Trafalgar. Lớp Nelson mang nhiều điểm độc đáo trong lịch sử chế tạo thiết giáp hạm Anh Quốc, là những chiếc duy nhất mang dàn pháo chính 406 mm (16 inch), và cũng là những chiếc duy nhất có toàn bộ pháo chính được bố trí phía trước cấu trúc thượng tầng. Đây là do những giới hạn của Hiệp ước hải quân Washington. Được đưa vào hoạt động năm 1930, Nelson đã phục vụ rộng rãi tại Đại Tây Dương, Địa Trung Hải và Ấn Độ Dương trong suốt Chiến tranh Thế giới thứ hai. Nó được cho ngừng hoạt động không lâu sau khi chiến tranh kết thúc và bị tháo dỡ vào năm 1949.
Do hình dáng khá khác thường, HMS Nelson bị người của Hải quân Hoàng gia đặt cái tên lóng châm biếm Nelsol – những vấn đề trong khi cơ động và kiểu dáng chỉ có một ống khói duy nhất gợi nhớ những chiếc tàu chở dầu, nhất là một loạt các tàu chở dầu hạm đội được chế tạo trong Chiến tranh Thế giới thứ nhất mang những cái tên tận cùng bằng "ol".

## Thiết kế và chế tạo

### Thiết kế
Được chế tạo dưới những sự kiềm chế của Hiệp ước Hải quân Washington năm 1922, Anh Quốc được phép chế tạo thêm hai thiết giáp hạm mới trang bị cỡ pháo 406 mm (16 inch). Thiết kế dự định có một dàn pháo chính 406 mm (16 inch) nhằm theo kịp hỏa lực của lớp Colorado của Hoa Kỳ và lớp Nagato của Nhật Bản trên một con tàu có một trọng lượng rẽ nước không vượt quá 35.000 tấn. Thừa hưởng một số đặc tính thiết kế của lớp tàu chiến-tuần dương G3, mọi khẩu pháo chính 406 mm (16 inch) trên ba tháp pháo đều được bố trí phía trước, tốc độ tối đa của con tàu bị giảm bớt và vỏ giáp tối đa chỉ giới hạn cho những khu vực sống còn.
Ngay cả với những hạn chế trong thiết kế gò bó các nhà thiết kế bởi Hiệp ước, Rodney và Nelson được xem là những thiết giáp hạm mạnh mẽ nhất từng nổi trên mặt nước cho đến khi thế hệ mới các tàu chiến toàn súng lớn được hạ thủy vào năm 1936.

### Chế tạo
Nelson được đặt lườn vào ngày 28 tháng 12 năm 1922, cùng ngày với con tàu chị em Rodney, và được đóng tại Newcastle bởi hãng Armstrong-Whitworth. Nó được hạ thủy vào tháng 9 năm 1925, được đưa ra hoạt động vào tháng 8 năm 1927 và được gia nhập tiếp tục bởi tàu chị em Rodney do Cammell Laird chế tạo vào tháng 11. Phí tổn chế tạo của Nelson là 7,5 triệu Bảng Anh có sử dụng một phần vật liệu vốn được chuẩn bị cho hai chiếc tàu chiến-tuần dương HMS Anson và Howe bị hủy bỏ, dự định sẽ là tàu chị em với chiếc HMS Hood.

## Lịch sử hoạt động
Nelson là soái hạm của Hạm đội Nhà vào lúc được đưa vào hoạt động. Năm 1931, thủy thủ trên cả Nelson lẫn Rodney đều đã tham gia cùng thủy thủ trên các tàu chiến khác trong cuộc cuộc binh biến Invergordon. Ngày 12 tháng 1 năm 1934 nó bị mắc cạn tại bãi ngầm Hamilton ngay phía ngoài Portsmouth, khi nó chuẩn bị tham gia cùng hạm đội Nhà đi đến Tây Ấn.
Nelson được cải tiến đôi chút trong những năm 1930 và đang trong thành phần của Hạm đội Nhà khi Chiến tranh Thế giới thứ hai nổ ra vào tháng 9 năm 1939. Trong các ngày 25 và 26 tháng 9 nó đảm trách vai trò hộ tống trong các hoạt động trục vớt và cứu hộ tàu ngầm HMS Spearfish. Nelson được bố trí đến Bắc Hải vào tháng 10 đối phóng một đội hình các tàu tuần dương và tàu khu trục Đức, tất cả chúng đều dễ dàng lẩn tránh nó. Vào ngày 30 tháng 10, nó bị tàu ngầm Đức U-56 tấn công gần quần đảo Orkney, bị đánh trúng 3 quả ngư lôi, nhưng không có quả nào phát nổ. Sau đó nó lại bị bỏ rơi trong một cuộc săn đuổi vô vọng các tàu chiến-tuần dương Đức. Vào tháng 12 năm 1939 nó trúng phải một quả thủy lôi được rải bởi tàu ngầm U-31 ngoài khơi bờ biển Scotland và phải vào ụ tàu để sửa chữa cho đến tháng 8 năm 1940. 

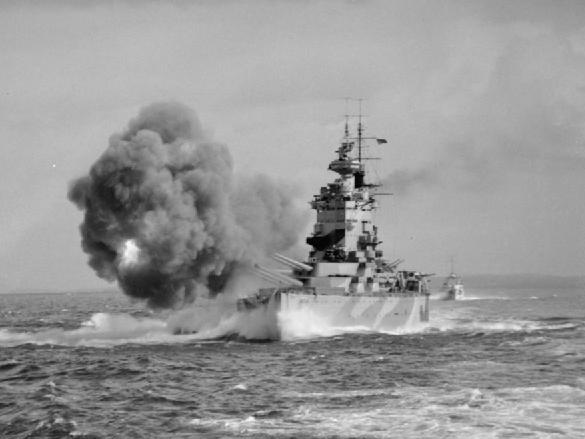
HMS Nelson khai hỏa các khẩu pháo 406 mm (16 inch) của nó trong một cuộc thực tập tác xạ. Sức mạnh của phát nổ khuấy tung nước bên mạn phải con tàu.

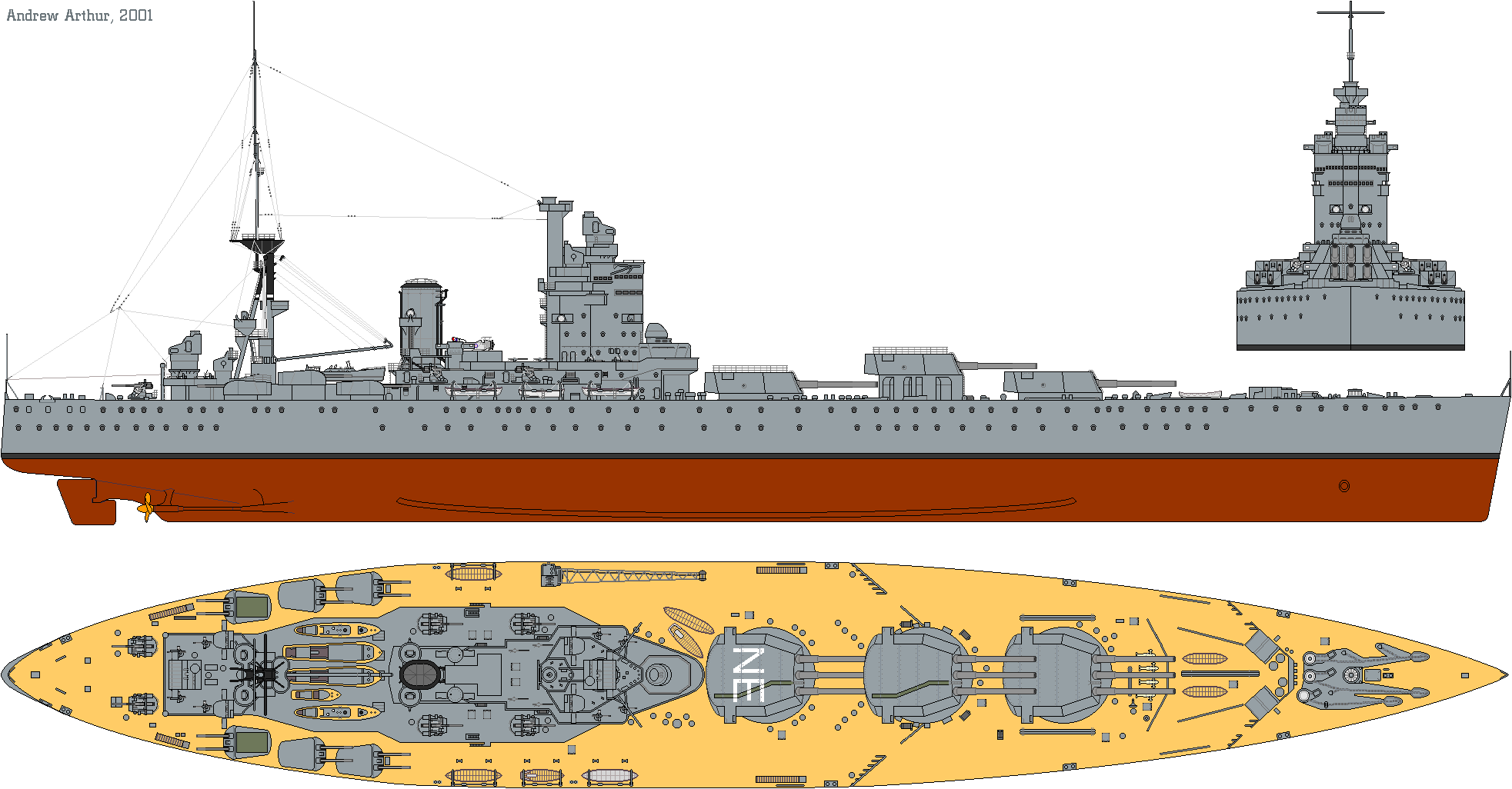
Sơ đồ chiếc HMS Nelson

Khi quay trở lại hoạt động, Nelson đi đến Rosyth đề phòng việc Anh Quốc bị tấn công rồi sau đó được bố trí đến eo biển Anh Quốc. Từ tháng 4 đến tháng 6 năm 1941 nó đảm nhiệm việc hộ tống các đoàn tàu vận tải tại Đại Tây Dương. Vào cuối tháng 5 nó có mặt tại Freetown và được lệnh đi đến Gibraltar sẵn sàng để tham gia vào việc truy đuổi thiết giáp hạm Đức Bismarck.
Vào tháng 6 năm 1941, Nelson, lúc này đang ở Gibraltar, được phân về Lực lượng H để hoạt động tại Địa Trung Hải trong vai trò hộ tống. Ngày 27 tháng 9 năm 1941, nó bị hư hại nặng trong một cuộc tấn công bằng ngư lôi của máy bay thuộc Hải quân Ý và bị buộc phải quay về Anh để sửa chữa cho đến tận tháng 5 năm 1942. Nó quay trở lại chiến trường Địa Trung Hải như là soái hạm của Lức lượng H vào tháng 8 năm 1942, đảm nhiệm vai trò hộ tống cho các đoàn tàu vận tải cung cấp hàng tiếp liệu đến Malta. Nó hỗ trợ cho Chiến dịch Torch nhằm đổ bộ lực lượng Đồng Minh lên Bắc Phi chung quanh Algérie vào tháng 11 năm 1942, cho cuộc đổ bộ lên Sicilia vào tháng 7 năm 1943, và bắn pháo bờ biển hỗ trợ các hoạt động tại Salerno vào tháng 9 năm 1943. Văn kiện về việc Ý ngừng bắn đã được ký kết giữa Tướng Dwight D. Eisenhower và Thống chế Pietro Badoglio bên trên chiếc Nelson vào ngày 29 tháng 9 năm 1943.
Nelson quay trở về Anh cho một đợt tái trang bị vào tháng 11 năm 1943 bao gồm việc bổ sung rộng rãi hệ thống hỏa lực phòng không. Khi quay trở lại hoạt động, nó tham gia hỗ trợ cho cuộc Đổ bộ Normandy; nhưng sau khi trúng phải hai quả thủy lôi vào ngày 18 tháng 6 năm 1944, Nelson được gửi đến xưởng hải quân Philadelphia tại Pennsylvania, Hoa Kỳ để sửa chữa. Nó quay trở lại Anh vào tháng 1 năm 1945 rồi sau đó được bố trí đến Ấn Đô Dương, đi đến Colombo vào tháng 7. Nó hoạt động tại khu vực chung quanh bán đảo Malaysia trong khoảng ba tháng, cho đến khi lực lượng Nhật Bản còn lại tại đây chính thức đầu hàng bên trên nó tại George Town, Penang vào ngày 2 tháng 9 năm 1945.
Nelson quay trở về nhà vào tháng 11 năm 1945, trở thành soái hạm cho hạm đội Nhà cho đến khi được chuyển thành một tàu huấn luyện vào tháng 7 năm 1946 rồi được ngưng hoạt động vào tháng 2 năm 1948. Trong vài tháng, nó được sử dụng như một tàu mục tiêu để thực tập ném bom trước khi bị tháo dỡ vào ngày 15 tháng 3 năm 1949 tại Inverkeithing.